# Секейра, Орасио
Уго Орасио Секейра Соса (исп. Hugo Horacio Sequeira Soza; родился 30 сентября 1995 года, Сальто) — уругвайский футболист, нападающий клуба «Ла-Лус».

## Клубная карьера
Секейра — воспитанник клуба «Данубио». 18 августа 2013 года в матче против «Серро-Ларго» он дебютировал в уругвайской Примере. 21 сентября в поединке против «Пеньяроля» Орасио забил свой первый гол за «Данубио». В 2014 году Секейра помог клубу выиграть чемпионат. В 2015 году Орасио перешёл на правах аренды в столичный «Феникс», но так и не дебютировал за клуб.
В начале 2016 года Секейра присоединился к «Серро-Ларго» из уругвайской Сегунды. Летом того же года Орасио перешёл в столичный «Ривер Плейт». 25 сентября в матче против «Суд Америка» он дебютировал за новую команду. В начале 2017 года Секейра вернулся в «Серро-Ларго», а в марте 2018 года подписал контракт с клубом «Рентистас».

## Международная карьера
В начале 2015 года Секейра в составе молодёжной сборной Уругвая принял участие в домашнем молодёжном чемпионате Южной Америки. На турнире он сыграл в матчах против команд Венесуэлы и Бразилии.

## Достижения
Клубные
 «Данубио»
- Чемпионат Уругвая по футболу — 2013/2014

Международные
 Уругвай (до 20)
- Молодёжный чемпионат Южной Америки — 2015